# Cell (Band)
Cell war eine Alternative-Rock-/Grunge-Band, die in den frühen 1990er Jahren in New York gegründet wurde. 

## Bandgeschichte
Cell wurde 1990 von den beiden Sängern und Gitarristen Ian James (ex-Flower) und Jerry DiRienzo, dem Schlagzeuger Keith Nealy (ehemals Gitarrentechniker für Sonic Youth) und Bassist David Motamed (ex-Das Damen) in New York City gegründet. 
Thurston Moore von Sonic Youth nahm sich der Band an und veröffentlichte deren erste Single Never Too High über Ecstatic Peace. Der Band gelang es dadurch einen Plattenvertrag üvber sieben Alben bei Geffen Records zu unterschreiben. Sie erhielten einen Vorschuss von 1,5 Millionen US-Dollar. Auf Geffen erschien 1992 ihr Debütalbum Slo*Bo.
1994 erschien der Nachfolger The Inner Room, der von John Agnello produziert wurde. Das zweite Album floppte jedoch.
Die Band fiel 1995 wieder auseinander.  DiRienzo machte anschließend mit Ugly Beauty weiter.

## Musikstil
Die Geschichte der Band fiel in die 1990er Jahre, die beiden Alben erschienen zum Zeitpunkt des Grunge-Booms, so dass sie oft dieser Musikrichtung zugeordnet wurden. Musikalisch handelt es sich aber auch um Postpunk und Alternative Rock im Stile von Sonic Youth.

## Diskografie

### Alben
- 1992: Slo*Blo (Geffen Records/City Slang)
- 1994: Living Room (Geffen Records)

### Singles
- 1991: Never Too High (7’’, Ecstatic peace)
- 1992: Wild (7’’, Geffen)
- 1992: Fall (7’’, City Slang)
- 1992: Split-EP mit Sonic Youth feat. Yamatsuka Eye (7’’, What’s That Noise)
- 1993: Milky (7’’, City Slang)
- 1993: Cross the River (7’’, City Slang)
- 1993: Stratosphere (7’’, Radiation Records)
- 1993: Everything Turns (Maxi-CD, Geffen)
- 1993: China Latina (Flexi-7’’, Geffen)